# Straffskala
En straffskala är den skala som anger den maximala och minimala åtgärden som får följa ett brott då en domstol ska fastställa en påföljd. Påföljden kan vara straff i form av fängelse eller böter, eller någon annan påföljd, såsom villkorlig dom, skyddstillsyn, vård eller liknande.